# Eva Bartholdsson
Eva Helene Bartholdsson, född 19 juni 1952, är en svensk sångare som sjunger visor.
Bartholdsson har samarbetat med sångaren och fiolspelmannen Torbjörn Johansson (1944-2022) på ett antal skivor. De har även gjort turnéer tillsammans, i Sverige och utomlands. Hon är sångare i Aurum trio tillsammans med Greger Siljebo (fiol) och Jakob Petrén (piano). År 2007 tilldelades ensemblen Lille Bror Söderlundhs stipendium, tillsammans med Raymond Björling och Pär Sörman.
Bartholdsson har sina rötter i Morup i Halland.

## Priser och utmärkelser
- 1987 – Hambestipendiet (tillsammans med Torbjörn Johansson)

## Diskografi (urval)
- 1978 – Visor med Eva & Torbjörn (Polar Music)
- 1980 – Visor med Eva & Torbjörn 2 (Polar Music)
- 1981 – Samarkand (Polar Music)
- 1982 – Det hände sig... (HN)
- 1986 – I morr'n blir allting mycke' mycke' bättre (Phonus)
- 1986 – Psalmer (Phonus)
- 1990 – Månevit: Eva Bartholdsson sjunger Alf Hambe (Liphone)
- 2004 – Som en eld och som ett väder (Alwa musik, med Jakob Petrén, Greger Siljebo, Torbjörn Johansson, Lars Karlsson och Kjell Leidhammar)
- 2006 – Augustimöte (Alwa musik, med Aurum trio)
- 2014 – Sånger från bersån (med Greger Siljebo)